# Чальян, Карэн Драстаматович
Карэ́н Драстама́тович Чалья́н (род. 24 августа 1955) — российский дипломат, международный чиновник ООН. Чрезвычайный и полномочный посол Российской Федерации в Экваториальной Гвинее.

## Биография
В 1977 году окончил Московский государственный институт международных отношений (МГИМО) МИД СССР. Владеет английским и сербским языками. На дипломатической работе с 1977 года.
В 1993—1996 годах — советник Департамента международных организаций МИД России.
В 1996—2010 годах — сотрудник аппарата миротворческого представительства ООН в Белграде, миссии ООН в Боснии и Герцеговине, Миссии ООН по делам временной администрации в Косово, начальник штаба миссии ООН в Либерии.
В 2010—2017 годах — начальник штаба Смешанной операции Африканского союза — ООН в Дарфуре (Судан).
В 2014 году временно исполнял обязанности заместителя главы миссии ООН в Южном Ливане.
С 14 марта 2018 по 14 июня 2024 года — чрезвычайный и полномочный посол Российской Федерации в Руанде.
С 14 июня 2024 года — чрезвычайный и полномочный посол Российской Федерации в Экваториальной Гвинее.

## Дипломатический ранг
- Чрезвычайный и полномочный посланник 2 класса (13 июня 2018)[4]
- Чрезвычайный и полномочный посланник 1 класса (11 июня 2021)[5]
- Чрезвычайный и полномочный посол (27 декабря 2024)[6].

## Публикации
Чальян, К. Д. Мы вернулись! Что дальше? // Дипломатическая служба и практика (ежеквартальный журнал Дипломатической академии МИД РФ) : журн.. — 2021. — № 1. — С. 161 – 165.